# Micropsyrassa stellata
Micropsyrassa stellata là một loài bọ cánh cứng trong họ Cerambycidae.